# Vlag van Westzaan

Vlag van de gemeente Westzaan
(17e eeuw - 1974)

De vlag van Westzaan is een reconstructie van een oude vlag, die op 24 april 1962 per raadsbesluit werd vastgesteld als gemeentelijke vlag van de Noord-Hollandse gemeente Westzaan. De vlag kan als volgt worden beschreven:
Gekwartileerd van rood en wit, met daarop vier elkaar toegewende leeuwen van het een in het ander.
De vlag is afgeleid van het gemeentewapen en is een reconstructie uit een document van 1607, waarin de schepenen en regeerders van Krommenie en Westzaan de Staten van Holland en Friesland verzoeken eigen wapens te mogen voeren bij de vlaggen die de ingezetenen reeds voerden. Een tekening was bijgevoegd.
Het gemeentelijk dundoek bleef tot 1 januari 1974 in gebruik, op die dag is de gemeente opgegaan in de nieuw opgerichte gemeente Zaanstad.

## Verwante afbeeldingen

Wapen van Westzaan
Wapen van Krommenie
Vlag van Krommenie

Akersloot
· Andijk
· Anna Paulowna 
· Assendelft 
· Beemster 
· Bennebroek 
· Blokker 
· Broek in Waterland 
· Bussum 
· Callantsoog 
· Edam 
· Egmond 
· Egmond aan Zee 
· Egmond-Binnen 
· Graft-De Rijp 
· 's-Graveland 
· Haarlemmerliede en Spaarnwoude 
· Harenkarspel 
· Heerhugowaard 
· Hensbroek 
· Hoogwoud 
· Ilpendam 
· Jisp 
· Krommenie 
· Langedijk 
· Limmen 
· Marken 
· Midwoud 
· Monnickendam 
· Muiden 
· Naarden 
· Nederhorst den Berg 
· Nibbixwoud 
· Niedorp 
· Noorder-Koggenland 
· Obdam 
· Opperdoes 
· Schermer 
· Schermerhorn 
· Schoorl 
· Sint Maarten 
· Terschelling 
· Terschelling en Vlieland 
· Twisk 
· Venhuizen 
· Vlieland 
· Warmenhuizen
· Weesp
· Wervershoof 
· Wester-Koggenland 
· Westwoud 
· Westzaan 
· Wieringen 
· Wieringermeer 
· Wijdewormer 
· Wognum 
· Wormer 
· Wormerveer 
· Zaandam 
· Zaandijk 
· Zeevang 
· Zijpe